# Pareas formosensis
Pareas formosensis es una especie de serpientes de la familia Pareidae.

## Distribución geográfica yhábitat
Es endémica de Taiwán. Su rango altitudinal oscila entre 313 y 1818 m s. n. m..